# Piotr Pavlenko
Piotr Andréievitx Pavlenko, rus: Пётр Андре́евич Павле́нко (1899-1951) - fou un escriptor i guionista rus i soviètic, periodista i corresponsal especial. Guanyador de quatre Premis Stalin de primer grau (1941, 1947,1948,1950). Fou la figura cultural més famosa de l'època de Stalin, quan moltes de les seves obres eren considerades clàssiques.

## Biografia
Nasqué el 11 de juliol [C.J. 29 de juny] de 1899 a Sant Petersburg en la família d'un empleat ferroviari. A causa de la malaltia de la mare, la família es va veure obligada a traslladar-se a Tiflis (Tbilisi), lloc que el mateix P. Pavlenko considerava la seva segona pàtria. Aviat va morir la mare. Piotr i el seu pare vivien a la zona més pobra de la ciutat, anomenada Nakhalovka, poblada principalment per treballadors ferroviaris.
Es va graduar en una realschule (1917). Va estudiar a la Universitat Politècnica de Bakú (1917-1920).
El 1920 es va incorporar al partit. Va exercir de comissari a l'Exèrcit Roig i, després de la desmobilització, va dedicar diversos anys a la feina del partit a l'Azerbaidjan i Geòrgia. El 1924 fou delegat al XIII Congrés del Partit de Transcaucàsia. Al mateix temps, va començar a publicar - primer al diari de l'Exèrcit Roig, "Guerrer roig", rus: Красный воин, després al diari "Alba de l'Orient", rus: Заря Востока. Va escriure assajos i articles sobre temes del partit.
Del 1924 añ 1927 va treballar a Turquia en la missió comercial soviètica. A partir del material de les seves impressions turques, va escriure les primeres històries i el llibre d'assaigs “Istanbul i Turquia”, rus: Стамбул и Турция. En tornar a Moscou el 1928, es va incorporar al grup Pereval, del qual en va sortir el desembre de 1930.
El 1930 es va publicar la novel·la "Desert" rus: Пустыня, escrita sobre la base d'un viatge al Turkmenistan.
El 1932 es publicà la primera novel·la de P. Pavlenko, Les barricades, rus: Баррикады, dedicada als esdeveniments de la Comuna de París. El 1932, Pavlenko es va reunir amb Maksim Gorki.
El 1932, després d'un viatge a l'Extrem Orient, es va publicar la novel·la “A l'Orient”, rus: На Востоке, que va ser ben rebuda pels lectors.
Al mateix temps, P. Pavlenko comença a interessar-se per la dramatúrgia del cinema: escriu un guió basat en la novel·la "A l'Orient", i després feu guions per a les pel·lícules "Alexandre Nevski", "Iàkov Sverdlov", "Kliatva" i "La caiguda de Berlín".
El 1932-1938, P. Pavlenko va editar la revista “30 dies”, rus: 30 дней, després l'almanac de Gorki “Any XVII”, rus: Год XVII i va treballar àmpliament com a periodista.
El 1934 va ser elegit membre de la Junta de la Unió d'Escriptors Soviètics al Primer Congrés de tota la Unió dels Escriptors Soviètics, i del 1938 al 1941 va ser membre del Presidium de la Unió d'Escriptors Soviètics.
El 1938 se li va concedir l'Orde de Lenin i el 1940 va ser guardonat amb l'Orde de l'Estrella Roja per haver participat a la guerra contra els finlandesos blancs.
Durant la Segona Guerra Mundial, fou corresponsal especial dels diaris Pravda i Kràsnaia zvezdà. Durant la guerra va escriure "El conte rus", rus: Русскую повесть, un llibre de narracions, "Els camins del coratge", rus: Пути отваги, un text per al documental "La ruta de les tropes alemanyes a prop de Moscou", rus: Разгром немецких войск под Москвой i el guió de la pel·lícula "Kliatva", rus: Клятва. El 1943 va ser guardonat amb l'Orde de la Bandera Roja.
Des del 1945 fins al final de la seva vida, per motius de salut, va viure a Crimea, on va crear l'Organització de Redacció de Crimea i la va dirigir. Va organitzar la publicació de l'almanac "Crimea" i en va ser el seu redactor. Va ser membre del consell editorial de la revista Znàmia. Va escriure la novel·la "Felicitat", rus: Счастье, narracions breus, el guió de la pel·lícula "La caiguda de Berlín" i la novel·la "El sol de l'estepa", rus: Степное солнце.
Pavlenko va ser diputat a la tercera convocatòria del Soviet Suprem de l'URSS. Va morir el 16 de juny de 1951 a Moscou i va ser enterrat al cementiri de Novodévitxi (parcel·la núm. 1).

## Creativitat

### Prosa
En una novel·la de dos volums sobre un possible escenari d'una futura guerra “A l'Orient” (1936 - 1937), la Unió Soviètica derrota el Japó. D'altra banda, l'ofensiva japonesa atura el discurs de Stalin al Congrés del Partit al Teatre Bolxoi:
| « | Stalin va parlar. Les seves paraules van entrar a la frontera de la batalla, interferint amb el foc i el rugit de la metralla, despertant els kolkhozi del nord que encara no s'havien despertat i arrencant crits d'alegria i coratge dels grangers als oasis de l'Amudarià… La veu de Stalin era al fragor de la batalla. Stalin va parlar amb combatents de les casamates sota terra i amb aviadors al damunt. Els ferits, als punts de primers auxilis, van recuperar la consciència sota una veu tranquil·la i sincera ... | » |

### Guions
Guionista de pel·lícules:
- Alexandre Nevski (1938), amb Serguei Eisenstein.[4]
- Iàkov Sverdlov (1940).[1]
- Kliatva (1946)
- La caiguda de Berlín (1947), en col·laboració amb Mikhaïl Txiaureli
- A l'estepa (1950), juntament amb Aleksandr Gàlitx
- El compositor Glinka (1952).

## Persecució d'Óssip Mandelstam
Quan el 1932 es va formar la Unió d'Escriptors Soviètics, Pavlenko es va convertir en membre de la seva junta, i s'esperava que participés en la política de fer de policia d'altres escriptors en representació del règim. Va ser convocat a la seu de l'NKVD el maig de 1934 per presenciar l'interrogatori d'Óssip Mandelxtam, que havia estat detingut després que un informador de la policia l'hagués escoltat recitar l'ara famós Epigrama de Stalin. Quan Mandelstam es va ensorrar i va començar a tenir convulsions sota l'estrès del seu interrogatori, Pavlenko es va burlar d'ell: "Mandelstam, Mandelstam, no us fa vergonya ?" Després, va difondre una història pels cercles d'escriptors que Mandelstam havia estat una figura ridícula durant el seu empresonament. La vídua de Mandelstam, Nadejda, que recordava Pavlenko com "molt més intel·ligent i molt més terrorífic" que la majoria d'escriptors que coneixia, va remarcar sobre el seu comportament: "L'opinió pública sempre ha estat condicionada a fer costat als forts contra els febles, però el que feia Pavlenko ho superava tot".
Pavlenko fou cridat per l'NKVD de nou al maig de 1938, quan Óssip Mandelstam fou arrestat per segon cop, per avaluar la seva vida. La seva valoració escrita fou que els versos de Mandelstam, amb l'excepció parcial de la seva "Oda a Stalin", eren "freds i morts" i "feien olor" com l'obra de Borís Pasternak. La comparació amb Pasternak tenia la intenció de ser un insult. El maig de 1937, Pavlenko havia visitat Pasternak a casa seva per pressionar-lo perquè signés una carta col·lectiva on aplaudís l'execució del mariscal Mikhaïl Tukhatxevski i altres comandaments de l'Exèrcit Roig, però Pasternak es va negar a cooperar. L'opinió de la posteritat és que Mandelstam, com Pasternak, fou un dels majors poetes del segle xx.